# Jeanne Stunyo
Jeanne Georgette Stunyo (Gary, 11 aprile 1936) è un'ex tuffatrice statunitense.

## Biografia
Ha rappresentato gli Stati Uniti d'America ai Giochi olimpici di Melbourne 1956 vincendo la medaglia d'argento nel concorso dei tuffi dal trampolino 3 metri, concludendo la gara alle spalle della connazionale Patricia McCormick.

## Palmarès
- Giochi olimpici

Melbourne 1956: argento nel trampolino 3 metri;
- Giochi panamericani

Città del Messico 1955: argento nel trampolino 3 metri;